# 八百津町ファミリーセンター
八百津町ファミリーセンター（やおつちょうファミリーセンター）は、岐阜県加茂郡八百津町にある複合施設。1984年（昭和59年）8月に開館。
町の文化・芸術・健康福祉・産業の中核施設とされており、八百津町役場の教育課と健康福祉課も本施設内で業務を行っている。

## 施設概要
- 八百津町中央公民館：大ホール（収容席数：572席）、大研修室、研修室（4室）、講義室、視聴覚室、調理実習室、特別会議室、工作室、展示場、和室（3室）、喫茶談話室、図書室、教育委員会事務室
- 八百津町地域包括支援センター
- 八百津町保健センター
- 八百津町商工会
- 八百津町産業会館：展示室、研究室、技術室

## 利用案内

### 所在地
- 岐阜県加茂郡八百津町八百津3827-1

### 開館時間
- 8:30 - 21:30（中央公民館）
- 10:00 - 18:00（中央公民館図書室）
- 8:30 - 17:15（保健センター）
- 8:30 - 21:30（産業会館）

### 休館日
- 月曜日、毎月第3日曜日、年末年始（12月28日 - 1月4日）、選挙投票日[5]（中央公民館・中央公民館図書室）
- 土日祝日、年末年始（12月29日 - 1月3日）（保健センター）
- 年末年始（12月29日 - 1月3日）（産業会館）

## 交通アクセス

### 公共交通機関
- YAOバス「八百津町ファミリーセンター前」バス停より徒歩ですぐ。
  - 名鉄広見線 明智駅より「八百津町ファミリーセンター前」行きに乗車。

## 周辺施設
- 八百津町役場
- 八百津町立八百津小学校
- 八百津保育園
- 八百津町武道館
- 可茂消防事務組合 中消防署八百津出張所
- めぐみの農業協同組合 八百津支店